# Goodyera boninensis
Goodyera boninensis är en orkidéart som beskrevs av Takenoshin Nakai. Goodyera boninensis ingår i släktet knärötter, och familjen orkidéer. Inga underarter finns listade i Catalogue of Life.